# René Dereuddre
René Dereuddre (* 22. Juni 1930 in Bully-les-Mines; † 16. April 2008 in Le Mans) war ein französischer Fußballspieler.

## Vereinskarriere
Dereuddre begann mit dem Fußballspiel als Jugendlicher bei Étoile Sportive de Bully, dem Verein seiner Heimatstadt in der Nähe von Lens. In dieser Zeit spielte er gemeinsam mit Raymond Kopa und Jean Vincent in der nordfranzösischen Junioren-Regionalauswahl. Mit 20 wechselte der offensiv ausgerichtete Mittelfeldakteur zum CO Roubaix-Tourcoing, bei dem er drei Jahre spielte. 1953 ging er zum FC Toulouse, mit dem er 1955 die Vizemeisterschaft feierte und 1957 Pokalsieger wurde. Im Endspiel, das Toulouse mit 6:3 gegen SCO Angers gewann, gelangen ihm die beiden Treffer zur zeitweiligen 2:0-Führung.
1957 kehrte er in die Nähe seines Geburtsortes zurück zum RC Lens. In seinem Jahr in Lens erzielte er in 30 Ligaeinsätzen sechs Tore. Anschließend stand er zwei Spielzeiten lang beim Pokalfinalgegner von 1957, dem SCO Angers, unter Vertrag, wechselte jedoch während der Saison 1959/60 zum Zweitdivisionär FC Nantes. Von 1961 bis 1964 spielte Dereuddre in Grenoble, ehe er zum US du Mans ging. Hier war er bis 1967 als Spielertrainer und anschließend weitere neun Jahre als Trainer tätig.

## Nationalmannschaft
Von 1954 bis 1957 wurde Dereuddre sechsmal in der Équipe tricolore eingesetzt. Dabei erzielte er ein Tor.
Sein Debüt gab er am 30. Mai 1954 beim 3:3-Unentschieden gegen Belgien. Anschließend gehörte er zum französischen Kader bei der WM 1954 in der Schweiz, bei der er in beiden Spielen zum Einsatz kam. Nur vier Monate später stand er in der Mannschaft, die am 16. Oktober 1954 den amtierenden Weltmeister Deutschland in Hannover mit 3:1 besiegte. Zur WM 1958 spielte er lediglich noch in der Qualifikation. Sein letztes Spiel für die Bleus machte er dabei am 2. Juni 1957 gegen Island. Beim 8:0-Sieg erzielte er seinen einzigen Treffer für sein Heimatland.

## Palmarès
- Französischer Vizemeister 1955
- Französischer Pokalsieger 1957
- insgesamt 309 Erstligaspiele mit 74 Toren, davon 68/18 für Roubaix-Tourcoing, 131/40 für Toulouse, 30/6 für Lens, 47/10 für Angers und 33/0 für Grenoble